# Collahuasi kobbermine
Collahuasi-minen er en stor kobbermine beliggende i stor højde i den nordlige del af Chile i Atacama-regionen. Collahuasi repræsenterer en af de største kobberreserver i Chile og i verden med anslåede reserver på 3,93 milliarder ton malm, der klassificerer 0,66% kobber.

## Historie
Udnyttelsen af kobber- og sølvminerne begyndte i 1880 men udnyttelsen blev afbrudt i 1930 på grund af den daværende globale økonomiske krise. I 1978 blev der taget initiativ til at genoptage udnyttelsen.
I 1991 blev der ved geologiske undersøgelser opdaget et andet sted med anvendelige råstoffer: Ujina. Fire år senere godkendtes projektet, og udnyttelsen blev indledt den 7. april 1999.

## Doña Inés de Collahuasi
Mineselskabet Doña Inés de Collahuasi SCM er ansvarlig for driften af udnyttelse af anlægget. Det er et kontraktselskab, hvis andele er fordelt på Glencore (44%), Anglo American plc (44%) og JCR, et japansk konsortium ledet af Mitsui Co. Ltda.( 12%).